# Údine (província)
A província de Údine é uma província italiana da região do Friul-Veneza Júlia com cerca de 423 475 habitantes, densidade de 87 hab/km². Está dividida em 136 comunas, sendo a capital Údine.
Faz fronteira a norte com a Áustria (Caríntia), a este com a Eslovénia e com a província de Gorizia e a oeste com a província de Pordenone e com o Vêneto (província de Belluno e província de Veneza).